# Tuffi ai I Giochi panamericani
Le competizioni di tuffi ai I Giochi panamericani si sono svolte a Buenos Aires, in Argentina, dal 25 febbraio al 3 marzo 1951.

## Risultati

### Uomini
| Evento                      | Oro             | Perform. | Argento         | Perform. | Bronzo          | Perform. |
| Trampolino 3m (dettagli)    | Joaquín Capilla |          | Miller Anderson |          | Samuel Lee      |          |
| Piattaforma alta (dettagli) | Joaquín Capilla |          | Samuel Lee      |          | Miller Anderson |          |

### Donne
| Evento                      | Oro                     | Perform. | Argento                 | Perform. | Bronzo           | Perform. |
| Trampolino 3m (dettagli)    | Mary Frances Cunningham | 131,93   | Patricia McCormick      | 128,083  | Dolores Castillo | 109,94   |
| Piattaforma alta (dettagli) | Patricia McCormick      | 67,716   | Carlota Ríos Laurenzana | 65,133   | Mary Cunningham  | 51,553   |

## Medagliere
| Posizione | Nazione     | Oro | Argento | Bronzo | Totale |
| --------- | ----------- | --- | ------- | ------ | ------ |
| 1         | Stati Uniti | 2   | 3       | 3      | 8      |
| 2         | Messico     | 2   | 1       | 0      | 3      |
| 3         | Guatemala   | 0   | 0       | 1      | 1      |
| Totale    | Totale      | 4   | 4       | 4      | 12     |